# Caryophyllia diomedeae
Caryophyllia diomedeae is een rifkoralensoort uit de familie Caryophylliidae. De wetenschappelijke naam van de soort is voor het eerst geldig gepubliceerd in 1904 door Marenzeller.